# Luca Unbehaun
Luca Unbehaun (Bochum, Alemania; 27 de febrero de 2001) es un futbolista alemán que juega como portero desde 2016 en el Borussia Dortmund. Unbehaun ha formado parte del segundo equipo desde la temporada 2018-19, para el Borussia Dortmund II, que juega en la 3. Liga, en la temporada 2020-21 hizo 26 apariciones en la Regionalliga West.

## Trayectoria

### Borussia Dortmund II
Luca ha jugado desde divisiones inferiores de Borussia Dortmund hasta la temporada 2019-20 donde pasó a ascender al segundo equipo, el cual formaba parte de la cuarta división alemana la Regionalliga West donde sumó 5 apariciones en su primera temporada, de igual forma durante ese año fue considerado para el primer equipo sin embargo no tuvo fortuna de ser considerado, para la temporada 2020-21 siguió siendo considerado para el primer equipo teniendo convocatorias al banco de suplentes sin poder debutar profesionalmente, aun así consiguió 26 apariciones con el segundo equipo en la Regionalliga West donde fue de suma importancia ya que consiguieron el ascenso en esa temporada a la 3. Liga.

## Selección nacional
Luca ha sido internacional con la selección de Alemania en las categorías juveniles sub-16, sub-17, sub-18, sub-19 y sub-20.

## Estadísticas
- Actualizado hasta el último partido jugado.

| Borussia Dortmund II | 4.ª   | 2019-20   | 5  | 11 | 0  | 0  | 0  | 0  | 5  | 11 |
| Borussia Dortmund II | 4.ª   | 2020-21   | 26 | 21 | 0  | 0  | 0  | 0  | 26 | 21 |
| Borussia Dortmund II | Total | Total     | 31 | 32 | 0  | 0  | 0  | 0  | 31 | 32 |
| Borussia Dortmund II | 3.ª   | 2021-Act. | 6  | 7  | -- | -- | -- | -- | -- | -- |
| Borussia Dortmund II | Total | Total     | -- | -- | -- | -- | -- | -- | -- | -- |
| Borussia Dortmund | 1.ª   | 2021-Act. | -- | -- | -- | -- | -- | -- | -- | -- |
| Borussia Dortmund | Total | Total     | -- | -- | -- | -- | -- | -- | -- | -- |
| (1) Las copas nacionales se refiere a la Copa de Alemania (2) Las copas internacionales se refiere a la Liga de Campeones de la UEFA. (3) No incluye datos de partidos amistosos ni categorías inferiores. |       |           |    |    |    |    |    |    |    |    |

## Palmarés

### Títulos nacionales
| Título            | Club                 | País     | Año  |
| ----------------- | -------------------- | -------- | ---- |
| Copa de Alemania  | Borussia Dortmund    | Alemania | 2021 |
| Regionalliga West | Borussia Dortmund II | Alemania | 2021 |